# NGC 6572
NGC 6572 је планетарна маглина у сазвежђу Змијоноша која се налази на NGC листи објеката дубоког неба.
Деклинација објекта је + 6° 51' 15" а ректасцензија 18h 12m 6,4s. Привидна величина (магнитуда) објекта NGC 6572 износи 8,1 а фотографска магнитуда 9,0. NGC 6572 је још познат и под ознакама PK 34+11.1, CS=13.6.